# Дугаров, Даши Цыденович
Даши Цыденович Дугаров (род. 20 июня 1946, Агинское, Читинская область) — российский государственный деятель, председатель Агинской Бурятской окружной Думы (1996—2008), член Совета Федерации.

## Биография
Родился 20 июня 1946 года в посёлке Агинское Читинской области. Мать, Цыбегмит Ринчинова, родила Даши поздно, ей на тот момент было 47 лет. Опасаясь неспособности воспитать сына, она попросила своего младшего брата (Цыдено Дугар Цыденович) зарегистрировать его как своего ребёнка, так Даши стал Дугаровым.
Окончил Бурятский сельскохозяйственный институт в 1972 году, Российскую академию государственной службы при Президенте Российской Федерации в 2000 году. После окончания института работал главным ветеринарным врачом Агинского окружного управления сельского хозяйства, инструктором Агинского окружного комитета КПСС.

### Политическая карьера
С 1992 года — глава администрации Агинского района. С ноября 1996 г. — председатель Агинской Бурятской окружной Думы.
В 1996—2001 годах — член Совета Федерации Федерального Собрания РФ по должности, член Совета руководителей представительных органов власти субъектов РФ при Президенте РФ, член Совета Сибирского Федерального округа.
В 2008—2013 годах — первый заместитель председателя Законодательного Собрания Забайкальского края первого созыва.
Женат. Имеет четверых детей: двух дочерей и двоих сыновей.